# Иехуд (провинция Вавилонии)
Иехуд (также Яхуд) — провинция в составе Нововавилонской империи с момента подавления восстания в Иудее в 586/5 до н. э. Сначала он существовал как еврейское административное подразделение Нововавилонской империи под руководством Гедалии (Годолии), но вскоре исчез из-за его убийства и другого неудачного восстания около 582/1 до н. э. Провинция была поглощена империей Ахеменидов с распадом Нововавилонской империи в 539 году до нашей эры.

## Исторический фон
В конце VII века до нашей эры Иехуд стал вассальным королевством Нововавилонской империи; однако при дворе в Иерусалиме были соперничающие фракции, некоторые поддерживали преданность Вавилону, другие призывали к восстанию. В первые годы VI века, несмотря на сильные протесты пророка Иеремии и других, царь Седекия восстал против Навуходоносора и вступил в союз с фараоном Хофрой из Египта. Восстание потерпело неудачу, и в 597 г. до н. э. многие иудеи, в том числе пророк Иезекииль, были сосланы в Вавилон. Несколько лет спустя Иудея восстала ещё раз. В 589 году Навуходоносор снова осадил Иерусалим, и многие евреи бежали в Моав, Аммон, Едом и другие страны в поисках убежища. Город пал после восемнадцатимесячной осады, и Навуходоносор снова разграбил, разрушил Иерусалим и сжег Храм. Таким образом, к 586 г. до н. э. большая часть Иудеи была опустошена, царская семья, священство и книжники — элита страны — попали в изгнание в Вавилон, а большая часть населения все ещё находилась в соседних странах. Бывшее царство пережило резкий спад как экономики, так и населения.

## История

### Вавилонская эра (587—539 до н. э.)
Бывшее царство Иудеи стало вавилонской провинцией с Гедалией, коренным иудеем, но не принадлежащем царской династии дома Давидова, в качестве наместника (или, возможно, правящего как марионеточный царь). По словам Миллера и Хейса, в состав провинции входили города Вефиль на севере, Мицпа, Иерихон на востоке, Иерусалим, Бет-Цур на западе и Эн-Геди на юге. Административным центром провинции был Мицпа, а не Иерусалим. Узнав о назначении, евреи, которые нашли убежище в соседних странах, вернулись в Иудею.
Однако Гедалия был убит членом бывшего царского дома, а вавилонский гарнизон убит, вызвав массовую иммиграцию беженцев в Египет. В Египте беженцы осели в Мигдоле, Тафнисе, Мемфисе и Патроси, и Иеремия пошел с ними в качестве морального опекуна.
Хотя даты не ясны из Библии, это, вероятно, произошло около 582/1 г. до н. э., примерно через четыре-пять лет и три месяца после разрушения Иерусалима и Первого Храма в 586 году до нашей эры.

## Демография
Число депортированных в Вавилон или тех, кто добрался до Египта, и остаток, который остался в провинции Иегуд и в соседних странах, является предметом научных дискуссий. Книга Иеремии сообщает, что в общей сложности 4600 были сосланы в Вавилон. К этим числам следует добавить тех, кто был депортирован Навуходоносором в 597 г. до н. э. после первой осады Иерусалима, когда он депортировал царя Иудейского, Иехонию, его двор и других выдающихся граждан и ремесленников, а также значительную часть еврейского населения Иуда, насчитывающий около 10000. Книга Царств также предполагает, что их было восемь тысяч. Исраэль Финкельштейн, выдающийся археолог, предполагает, что 4600 человек представляли глав домохозяйств, а 8000 — это общее число, а 10 000 — округление в сторону увеличения до второго числа. Иеремия также намекает, что такое же число, возможно, сбежало в Египет. Учитывая эти цифры, Финкельштейн предполагает, что 3/4 населения Иудеи осталось.